# Preseľany
Preseľany jsou obec na Slovensku v okrese Topoľčany v Nitranském kraji. Žije zde přibližně 1 500 obyvatel.

## Historie
Na území obce bylo objeveno slovanské pohřebiště z období Velkomoravské říše a sídliště z 10. – 12. století. První písemná zmínka je z roku 1280 kde je uváděna jako Prezlen. Další názvy byly Prezlen v roce 1322, Prezyerany v roce 1773, Preserany v roce1920 a od roku 1927 Preseľany, maďarsky Nyitrapereszlény. Obec náležela k hradnímu panství Oponice. V období 13. a 14. století ji vlastnili Ludanickovci a od roku 1395 opět náležela hradu Oponice a následně v 16. století Ostrožičům. V období 17. až 19. století obec vlastnily rodiny Apponyiovů a Zayovů. V roce 1598 bylo v obci 74 domů. V roce 1646 byly Preselanům Ferdinandem III. uděleny městské výsady, trhové právo a byly opevněné. V roce 1668 město dobyli a vypálili Turci. V 18. století Preselany náležely rodinám Zayovů, Újfalussyovců a Príleským a bylo součástí Nitranské župy. V katastru obce Preseľany se dne 29. srpna 1708 odehrála velká bitva mezi kuruci a labanci. V roce 1715 byly v městečku vinice a 25 domácností. V roce 1787 je uváděna obec, ve které žilo 877 obyvatel v 114 domech a v roce 1828 žilo v 122 domech 949 obyvatel. Hlavní obživou bylo zemědělství a vinohradnictví. V roce 1906 byla založena cihelna.

## Památky
- V obci je římskokatolický kostel svaté Alžběty Uherské z roku 1322.
- Pozdně barokní kaple svaté Anny z roku 1804.[5]
- Empírová kaplička z 19. století.[6]
- Empírová kurie z 19. století.[7]

## Přírodní poměry
Obec leží v centrální části Nitranské pahorkatiny, která je součástí slovenské Podunajské nížiny, na pravostranné terase a nivě na středním toku řeky Nitry. Nadmořská výška odlesněného území se pohybuje v rozmezí 150–254 m, střed obce leží ve výšce 155 m n. m. Území je tvořeno mladším terciérními sedimenty, které jsou pokryté spraší. Na dně cihelny a v hliništi jsou pod vrstvou spraše uložené štěrky z období pleistocénu.
Celková rozloha území obce je 11,9011 km², z toho v roce 2020 připadalo 85 % na zemědělskou půdu. Celkové využití půdy (2020): 80 % orná půda, 3 % zahrady, jedno procento lesy. V roce 2023 připadalo 1011,23 ha na zemědělskou půdu, z toho 957,31 ha byla orná půda, 10,25 ha vinice a 40,53 ha zahrady. Lesy zaujímaly 15,90 ha, vodní plochy 28,73 ha a zastavěná plocha a nádvoří 49,23 ha.
Katastrální území obce sousedí:
| Čermany   | Kamanová, Belince |                   |
| Hruboňovo |                   | Oponice           |
|           | Hrušovany         | Horné Lefantovce, |

## Osobnosti
- Matej Bazalica, slovenský katolický kněz a pomolog, působil v obci v letech 1825–1848.